# Чечилија Бартоли
Чечилија Бартоли (итал. Cecilia Bartoli; Рим, 4. јун 1966) је италијанска оперска певачица и рециталисткиња. По гласу се убраја у колоратурне мецосопране, мада може да пева и сопранске улоге, па је експерти описују као сопран са ниском теситуром. Најпознатија је по својим интерпретацијама музике Моцарта и Росинија, као и по извођењу мање познате музике барока. Њена вештина колоратуре је већ постала легендарна.